# Fox Kids

Fox Kids（フォックス・キッズ）はフォックス放送が1990年9月8日から2002年9月7日まで設けていた子供向け番組の放送枠。所有していたのはFOXファミリー・ワールドワイド（現：ABCファミリー・ワールドワイド）で、平日の午後と土曜日の朝に番組を放送していた。
2002年、世界規模で活動するケーブルテレビ局の増加に伴い、ニューズ・コーポレーションとハイム・サバンが資金難に苦しむFox Family Worldwide, Inc.をウォルト・ディズニー・カンパニーに売却したため、Fox Kidsは消滅することとなり、2002年9月7日までは過去の作品の再放送が放送された。
同じ頃、フォックス放送はこの放送枠を売却し、4キッズエンタテインメントがその時間枠を買い取った。また、Fox Kidsの消滅により、ディズニーはABC Kidsを設けた。

## 歴史
en:DisneyWarのジェイムズ・B・スチュアートは、Fox Kidsの歴史は、ディズニーのシンジゲート放送枠であるThe Disney Afternoonの歴史と密接に関係していると話している。The Disney Afternoon設立のきっかけとなった『わんぱくダック夢冒険』は1987年9月にフォックス放送のネットワーク直営局および加盟局で初回放送が行われた。当時ディズニーの最高執行責任者だったマイケル・アイズナーがパラマウント・ピクチャーズおよびアメリカン・ブロードキャスティング・カンパニーにいたころ、ライバル局であるフォックス放送で同じ地位についていたバリー・ディラーの元で働いていたことが影響しているとスチュアートは語っている。
1988年、ディズニーはロサンゼルスのテレビ局KHJ-TVを買収し、KCAL-TVに改名した。ディズニーはこの局で『わんぱくダック夢冒険』を放送したいと考え、フォックスの所有していたKTTVからその番組を引き抜いてきた。1989年、この契約違反に怒ったディラーがすべての直営局で『わんぱくダック夢冒険』の放送を打ち切り、他の加盟局にもそうするようけしかけたが、多くの局はすぐにそれを実行に移さなかったディズニーが設立を進めるThe Disney Afternoonに対抗し、フォックス放送も独自の子供向け番組の枠を設けることにした
1990年9月8日、フォックス放送とその加盟局との合同でFox Children's Networkが設立された、代表にはマーガレット・ローシュが赴任した。設立当初、この時間枠の長さは平日が30分、土曜朝が3時間だった。1991年にFox Kids Networkに改名され、時間枠も平日が90分、土曜朝が4時間と拡大した。そして、翌年平日の時間枠が2時間半に拡大した。

### 後期
1993年から放送された『パワーレンジャー』が歴史的なヒット番組となり、同作の制作会社であるハイム・サバンのサバン・エンターテイメントとの関係強化をFox側は望むようになる。サバンがヨーロッパに強い繋がりがあることもポイントとなった。
フォック放送はサバン・エンターテイメントの買収を計画するがサバン側に拒否された為、フォックス放送のCEOのチェイス・キャリーはFox Kidsとサバン社の合併を提案。1年間の交渉の末、1995年12月にFox Kidsはサバン・エンターテイメントと合併し、FOXキッズ・ワールドワイドになるが、自社製の番組を放送することを望むサバン側と視聴率の高い番組の放送を望むマーガレット・ローシュの間で対立が発生。1997年にローシュが辞任したことにより、Fox Kidsの主導権はサバンが握った。
同年秋、ニコロデオンやカートゥーンネットワークなどの専門チャンネルの影響で地上波の子供向け番組の視聴率が低下していることを受けて、Fox Kidsの番組を放送する専門チャンネルとしてザ・ファミリー・チャンネルを買収しFOXファミリー・チャンネルを設立。業界内ではFOXファミリー設立後にFox Kidsが廃止されると噂されており、フォックス内部でも宣伝効果の薄い子供向け番組よりニュース番組の放送を求める声もあったが、Fox Kids社長のメル・ウッズはFox Kids廃止を否定した。
1998年、4キッズエンタテインメントがアメリカで『ポケットモンスター』の放送を開始するとFox Kidsの人気に陰りが起きる。
1999年、Fox Kidsは平日の放送枠を2時間にカットし、PBSで放送された『マジック・スクール・バス』を放送。2000年、関連局がFox Kidsに、午後3時から5時の放送ではなく2時から4時の時間枠にしてくれと意見を申した。ニューオーリンズやルイジアナでの放送枠は、6時もしくは、ニュースが放送される5時台だったが、1996年の時と同じように1時間前にずらされた。WLUKといったテレビ局は、朝10時から1時まで放送時間を遅らすなどアメリカ合衆国でもっとも遅いレートのタイムピリオドの一つとなった。マジック・スクールバスの放送は不利な時間枠で行われた挙句、すぐに放送終了してしまった。これは連邦通信委員会が週3時間は教育/情報番組を放送するように定められたことを満たすのと広告がたくさん付いた高いレートのシンジゲート番組のかわりに制作費の安い子供向けCMが放送されてしまったことで、ヒットが減ってしまった。

### Fox Kids消滅後
Fox Kids撤退後、ディズニーはこの番組枠と似た内容の番組を土曜日の朝に2時間流す、ABC Kidsという番組枠を設けた。
2002年になって初めてディズニーは新放送枠｢ジェティックス｣を設けることが発表され、運営も開始された。アメリカ合衆国国外のFox Kidsはジェティックスに変更された後、2009年以降、ディズニーXDに変更された。
現在ディズニーはFox Familyやサバン・エンターテイメント作品の著作権を所持しており、ジェティックス枠で放送されているが、Eek! The Cat、The Terrible Thunderlizards、『アタック・オブ・ザ・キラートマト・アニメイテッド』など、エンドクレジットでFox Familyのロゴが入っているものはABCfamily.comでストリーミング放送されている。

## 放送番組

### アニメ作品
1990年
- Attack of the Killer Tomatoes: The Animated Series
- トムとジェリーキッズ
- Peter Pan and the Pirates
- Piggsburg Pigs!
- Bobby's World

1991年
- ビートルジュース・アニメシリーズ（シーズン4のみ）

1992年
- アルビンとチップマンクス
- X-メン
- タイニー・トゥーンズ
- バットマン

1993年
- アニマニアックス

1994年
- 怪盗カルメンサンディエゴ
- スパイダーマン
- マジック・スクール・バス

1996年
- キャスパー
- 超人ハルク

1998年
- オギー&コックローチ
- ゴジラ ザ・シリーズ
- スティーブン・スピルバーグのトゥーンシルバニア
- ドンキーコング
- ネッズニュート

1999年
- スパイダーマン・アンリミテッド
- デジモンアドベンチャー
- ビーストウォーズ 超生命体トランスフォーマー
  - 超生命体トランスフォーマー ビーストウォーズリターンズ

2000年
- サイバーシックス
- 時空探偵ゲンシクン
- ダイノゾーズ
- デジモンアドベンチャー02

2001年
- デジモンテイマーズ
- トランスフォーマー カーロボット
- 六門天外モンコレナイト

### 実写作品
1993年
- パワーレンジャー

1995年
- マスクド・ライダー(第27話まで、第28話よりシンジゲーション番組に移行)
- ミステリー・グースバンプス

1996年
- マイティ・モーフィン・エイリアンレンジャー
- パワーレンジャー・ジオ
- ビッグ・バッド・ビートルボーグ

1997年
- ニンジャタートルズ ザ・ネクストミューテーション
- パワーレンジャー・ターボ
- ビートルボーグ・メタリックス

1998年
- パワーレンジャー・イン・スペース
- ミスティック・ナイツ・オブ・ティル・ナ・ノーグ

1999年
- パワーレンジャー・ロスト・ギャラクシー

2000年
- パワーレンジャー・ライトスピード・レスキュー

2001年
- パワーレンジャー・タイムフォース

2002年
- パワーレンジャー・ワイルドフォース（第26話まで）